# Tabaco (Filipinas)
Tabaco es una ciudad componente filipina de cuarta clase, perteneciente a la provincia de Albáy, en la región de Bicolandia.

## Historia
Hacia mediados del siglo XIX, el lugar, ya por entonces perteneciente a la provincia de Albáy, tenía contabilizada una población de 11 381 habitantes, repartidos en 1900 casas. Aparece descrito en el segundo volumen del Diccionario geográfico, estadístico, histórico de las Islas Filipinas (1851) de Manuel Buzeta Núñez y Felipe Bravo con las siguientes palabras:

TABACO: pueblo con cura y gobernadorcillo en la isla de Luzon, prov. de Albay, díóc. de Nueva Cáceres; sit. en los 127° 18' long. 13° 21' 15" lat., próximo al desague de un rio en la costa N. E. de la prov. y playa, al seno á que da nombre, en terr. llano y clima benigno. Tiene este pueblo unas 1,900 casas, la parroquial y la de comunidad: en esta última se halla la Cárcel, y la primera está junto á la iglesia parroquial que es de mediana fábrica y la sirve un cura regular. Hay una escuela de instruccion primaria, y un Cementerío que está fuera del pueblo. Confina el térm. por N. con el de Malinao, distante 1 leg., por S. con el de Malilipot, á igual distancia, por E. con el seno á que da nombre, y por O. no están marcados los límites á su jurisdiccion. Al S. S. O. de este pueblo se hallan los barrios de San Vicente y San Antonio, distante el primero ¼ de legua, y el segundo ½ leg., al N. E. se encuentra el de Matananap á 1 milla de distancia: el terr. es montuoso, aunque hay una buena llanura por la parte de la costa, donde están las sementeras. En los montes se crian buenas maderas de construccion y alguna caza. Prod. arroz, maiz, caña dulce, algodon, frutas y legumbres. La ind. consiste en la agricultura y fabricacion de telas de algodon y abacá. Pobl. 11,381 alm. y en 1845 pagaba 1,904 trib. que hacen 19,040 reales plata.
(Buzeta y Bravo, 1851, p. 437)

En 2020, tenía censados 140 961 habitantes.